# Conrad Cellarius

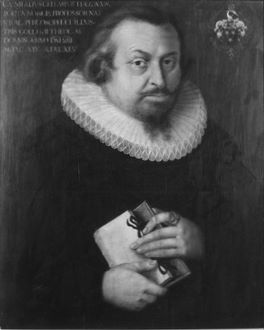
Conrad Cellarius auf einem 1619 von Conrad Melberger gemalten Porträt in der Tübinger Professorengalerie

Conrad Cellarius (* um 1574 in Hilzingen; † 17. Dezember 1636 in Tübingen) war ein deutscher evangelischer Theologe.

## Leben

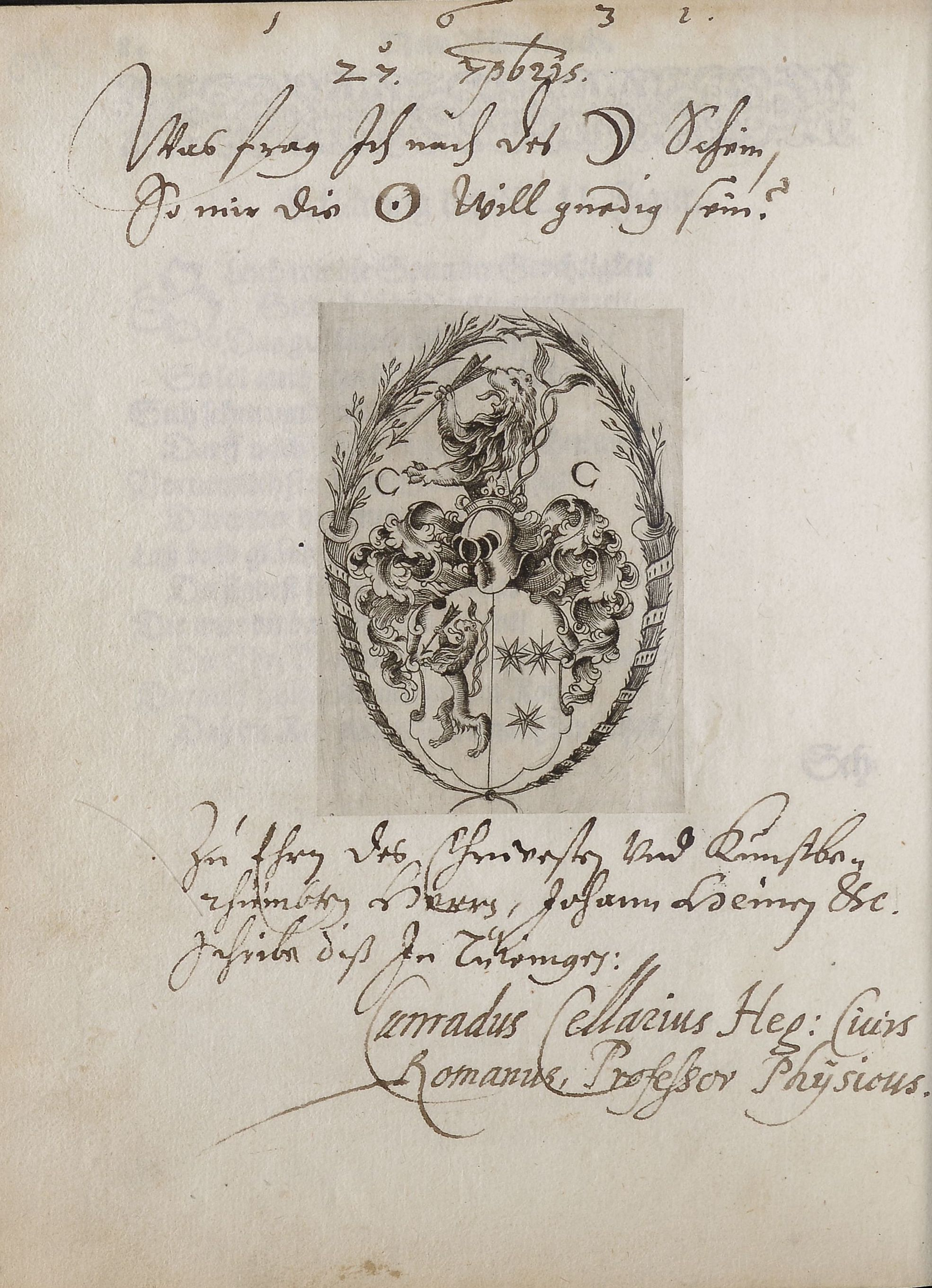
Eintrag von Conrad Cellarius im Stammbuch von Johannes Hayn

Conrad Cellarius immatrikulierte sich 1592 an der Universität Tübingen, bekam dort 1593 den Bacc. art. und 1597 den Mag. art. und absolvierte ein Studium der Theologie. 1599 wurde er Präzeptor in Bebenhausen, von 1603 bis 1607 war er Diakon in Leonberg, von 1607 bis 1610 Pfarrer in Liebenzell und von 1610 bis 1615 Pfarrer in Dußlingen und zugleich Dekan über die Diözesen Tübingen und Bebenhausen. Von 1615 bis 1617 war er Dekan in Tuttlingen, von 1617 bis 1636 folgte er einem Ruf als ordentlicher Professor für Physik in Tübingen. 1630 und 1634 war er Rektor der Universität Tübingen, 1635 und 1636 dort Supremus Deputatus. Von 1617 bis 1636 war er außerdem Magister Domus des evangelischen Stifts in Tübingen. Er trug den Titel Poeta Laureatus. Sein 1619 von Conrad Melberger gemaltes Porträt hängt in der Tübinger Professorengalerie. 